# Cmentarz mariawicki w Rudniku Małym
Cmentarz mariawicki w Rudniku Małym – założony na początku XX wieku, cmentarz Kościoła Starokatolickiego Mariawitów położony we wsi Rudnik Mały, na terenie parafii mariawickiej w Starczy.
Parafia mariawicka w Starczy powstała w 1909 roku, dwa lata później rozpoczęto budowę drewnianego kościoła w Starczy, stanął ona na działce ofiarowanej przez Michała Hofmana, a przy budowie pracowała większość parafian. Równolegle z założeniem parafii powstał cmentarz wyznaniowy w pobliskiej wsi Rudnik Mały, urządzony na serwitutowych gruntach podarowanych na ten cel przez samych wiernych.